# Belgica Edegem Sport
KVV Belgica Edegem Sport – belgijski klub piłkarski, mający siedzibę w mieście Edegem, na północy kraju, działający w latach 1908–1914 i 1924–2016.

## Historia
Chronologia nazw:
- 1908: Sporting FC Belgica
- 1914: sekcja piłkarska rozwiązana
- 1924: Belgica FC Edegem
- 1936: Koninklijke Football Club Belgica Edegem
- 1966: Koninklijke Voetbal Vereniging Belgica Edegem Sport – po fuzji z KVV Edegem Sport
- 2016: klub rozwiązano

Klub sportowy Sporting FC Belgica został założony w miejscowości Edegem w 1908 roku. W 1910 klub dołączył do UBSSA, ale w 1914 po rozpoczęciu I wojny światowej sekcja piłki nożnej została zawieszona. Dopiero w 1924 klub piłkarski został reaktywowany jako Belgica FC Edegem i został nazwany na cześć statku "Belgica", którym Adrien de Gerlache popłynął na Biegun Południowy i hibernował tam po raz pierwszy w latach 1898–1899. Początkowo zespół grał w rozgrywkach lokalnych. W grudniu 1926 roku w belgijskiej piłce nożnej powstał rejestr matriculaire, czyli rejestr klubów zgodnie ich dat założenia. Klub otrzymał nr rejestracyjny matricule 375. W sezonie 1929/30 startował w ogólnokrajowych rozgrywkach mistrzostw Belgii, grając na trzecim poziomie, zwanym Promotion. Najpierw został mistrzem série B, a potem w playoff wygrał ze zwycięzcą série C SK Hoboken (7:6) i otrzymał promocję do Division 1. W sezonie 1932/33 drużynie udało się wygrać rozgrywki w Division 1 série A i awansować do Division d'Honneur. Debiutowy sezon w Division d'Honneur zakończył na 12.pozycji, ale w następnym sezonie uplasował się na ostatnim 14.miejscu i spadł z powrotem do drugiej dywizji. W 1936 roku klub został uznany przez "Société Royale" w związku z czym przemianowany na Koninklijke FC Belgica Edegem. W 1943 spadł na rok do trzeciej dywizji. Po zakończeniu II wojny światowej w sezonie 1945/46 zespół po zajęciu 17.pozycji został zdegradowany do trzeciej dywizji. W następnym sezonie zajął 14.miejsce w Promotion série A i potem grał w rozgrywkach prowincjalnych. W 1952 roku w wyniku reformy systemu lig status pierwszej ligi prowincjalny został obniżony do piątego poziomu. Potem klub spadł do drugiej, a następnie do trzeciej ligi prowincjalnej.
17 kwietnia 1966 roku klub połączył się z KVV Edegem Sport (powstał również w 1924 i otrzymał numer rejestracyjny 377), który spadł do trzeciej ligi prowincjalnej. Zjednoczony klub zmienił nazwę na KVV Belgica Edegem Sport i zachował nr 375. W sezonie 1966/67 klub zajął drugie miejsce w grupie Antwerpen, a w następnym zwyciężył i awansował do Tweede Provinciale Antwerpen (D6), gdzie pozostał przez kolejnych 16 lat. 
W sezonie 1983/84 został mistrzem Tweede Provinciale Antwerpen i zdobył promocję do Eerste Provinciale Antwerpen (D5). Trzy lata później spadł z powrotem do Tweede Provinciale Antwerpen. W 1992 ponownie awansował do Eerste Provinciale Antwerpen. W 2009 i 2010 roku klub doświadczył dwóch kolejnych spadków, co spowodowało, że został przeniesiony do trzeciej ligi prowincjalnej. Po spędzeniu pięciu kolejnych sezonów w Derde Provinciale Antwerpen (D7), klub osiągnął mistrzostwo w sezonie 2014/15. W sezonie 2015/16 zajął 13.miejsce w Tweede Provinciale Antwerpen A. Przed rozpoczęciem sezonu 2016/17 klub ogłosił upadłość, po czym został rozwiązany.

## Barwy klubowe, strój
|  |  |

Klub ma barwy biało-czarne. Zawodnicy domowe spotkania zazwyczaj grają w pasiastych poziomo biało-czarnych koszulkach, czarnych spodenkach oraz czarnych getrach.

## Sukcesy

### Trofea międzynarodowe
Nie uczestniczył w rozgrywkach europejskich (stan na 31-05-2020).

### Trofea krajowe
| \| \| Zdobyte trofea w rozgrywkach Belgii (stan na: 31-05-2020) \| |                                                           |      |             |
| Rozgrywki                                                          | Osiągnięcie                                               | Razy | Sezon(y)    |
| Mistrzostwo                                                        | I miejsce                                                 | 0    |             |
| Mistrzostwo                                                        | II miejsce                                                | 0    |             |
| Mistrzostwo                                                        | III miejsce                                               | 0    |             |
| Mistrzostwo                                                        | 12.miejsce                                                | 1    | 1933/34     |
| Puchar                                                             | zdobywca                                                  | 0    |             |
| Puchar                                                             | finalista                                                 | 0    |             |
| Puchar                                                             | 1/16 finału                                               | 1    | 1934/35     |
| II liga                                                            | I miejsce                                                 | 1    | 1932/33 (A) |
| II liga                                                            | II miejsce                                                | 0    |             |
| II liga                                                            | III miejsce                                               | 0    |             |
| Belgia                                                             | Zdobyte trofea w rozgrywkach Belgii (stan na: 31-05-2020) |      |             |

- Promotion (D3):
  - mistrz (1x): 1929/30 (B)

## Poszczególne sezony

### Rozgrywki międzynarodowe

#### Europejskie puchary
Nie uczestniczył w rozgrywkach europejskich.

### Rozgrywki krajowe
| \| Belgia \| Bilans występów klubu w rozgrywkach piłkarskich Belgii (Stan na 31 maja 2020 r.) \| \| |                                                                                  |        |       |   |   |   |    |    |     |                                          |        |        |      |
| Poziom                                                                                              | Rozgrywki                                                                        | Sezony | Mecze | Z | R | P | B+ | B– | Pkt | Lata                                     | Awanse | Spadki | Naj. |
| I                                                                                                   | Division d'Honneur                                                               | 2      |       |   |   |   |    |    |     | 1933–1935                                | 0      | 1      | 12   |
| II                                                                                                  | Division 1                                                                       | 10     |       |   |   |   |    |    |     | 1930–1933, 1935–1939, 1941–1943, 1945/46 | 1      | 2      | 1    |
| III                                                                                                 | Promotion                                                                        | 3      |       |   |   |   |    |    |     | 1929/30, 1943/44, 1946/47                | 2      | 1      | 1    |
| IV                                                                                                  | Eerste Provinciale Antwerpen                                                     | 5      |       |   |   |   |    |    |     | 1947–1952                                | 0      | 1      | ?    |
| V                                                                                                   | Eerste Provinciale Antwerpen                                                     | 21+    |       |   |   |   |    |    |     | 1952–19??, 1984–1987, 1992–2009          | 0      | 3      | ?    |
| | Puchar Belgii                                                                    | 4+     |       |   |   |   |    |    |     | od 1934                                  | 0      | 0      | 1/16 |
| Belgia                                                                                              | Bilans występów klubu w rozgrywkach piłkarskich Belgii (Stan na 31 maja 2020 r.) |        |       |   |   |   |    |    |     |                                          |        |        |      |

## Struktura klubu

### Stadion
Klub piłkarski rozgrywał swoje mecze domowe na Vic Coveliers Stadion w Edegem o pojemności 2500 widzów.

## Kibice i rywalizacja z innymi klubami

### Derby
- KVV Edegem Sport
- KVV Oude God Sport